# Al-Arqam ibn Abī l-Arqam
Al-Arqam ibn Abī l-Arqam (arabisch الأرقم بن أبي الأرقم, DMG al-Arqam b. Abī ʾl-Arqam; geb. um 594; gest. zwischen 673 und 675) war ein einflussreicher Kaufmann der Sippe Banū Machzūm (بنو مخزوم / Banū Maḫzūm) in Mekka. Sein Haus auf dem Hügel Safā in der Nähe der Kaaba diente den ersten Anhängern Mohammeds als geheimer Versammlungsort.

## Leben

### Al-Arqams Haus in Mekka
Der islamischen Geschichtsüberlieferung zufolge war al-Arqam der siebte, der in Mekka den islamischen Glauben annahm. Er besaß auf dem Hügel Safā, in der Nähe des mekkanischen Heiligtums, ein Haus, in dem er Mohammed und seinen ersten Anhängern Zuflucht vor den polytheistischen Quraischiten der Stadt gewährte. Al-Azraqī, Abū ʾl-Walīd (gest. 837), der Lokalhistoriker von Mekka, berichtet bei der topographischen Beschreibung dieses Hauses über die Anfänge von Mohammeds Tätigkeit mit den Worten: „Dort versteckte er (d. i. Mohammed) sich vor den Polytheisten und traf sich (im Haus) bei al-Arqam ibn Abī ʾl-Arqam mit seinen Anhängern“.
Der Historiograph Muhammad ibn Saʿd (gest. 845) differenziert bei der Nennung der ersten Muslime von Mekka konsequent zwischen denjenigen, die sich vor bzw. während Mohammeds Aufenthalt im „Haus al-Arqam“ (dār al-Arqam) zum Islam bekehrten: „N. N. nahm den Islam an, bevor der Gesandte Gottes das Haus von al-Arqam ibn Abī ʾl-Arqam betrat und bevor er dort (die Menschen) zum Islam aufrief“ und: „N. N. nahm den Islam im Haus von al-Arqam an“. Einer der letzten, der in al-Arqams Haus den Islam angenommen haben soll, war ʿUmar ibn al-Chattāb. Ibn Ishāq berichtet, dass nach seiner Konversion die Muslime ihr Versteck verließen und ihre Religion mit größerem Selbstbewusstsein verbreiteten.

### Auswanderung nach Medina
Im Jahr 622 wanderte al-Arqam mit dem Propheten nach Medina aus und nahm an den wichtigsten Feldzügen teil. Einer Familienüberlieferung zufolge, die adh-Dhahabī in seiner Biographie referiert, bereitete sich al-Arqam auf eine Reise nach Jerusalem (bait al-maqdis) vor, um dort zu beten. Mohammed soll ihn von seinem Vorhaben mit folgenden Worten, die in den kanonischen Traditionssammlungen mehrfach überliefert sind, abgehalten haben:

„Das Gebet in meiner Moschee (d. i. die Prophetenmoschee in Medina) ist besser als tausend Gebete anderswo – vom mekkanischen Heiligtum abgesehen.“

## Weiteres Schicksal seines Hauses
Al-Arqam ibn Abī l-Arqam übertrug sein Haus in Mekka, das in der Frühzeit des Islams eine so wichtige Rolle gespielt hatte, auf seine Nachkommen und erklärte es in seiner Schenkungsurkunde zur heiligen Stätte und zu seiner Stiftung (sadaqa) innerhalb des mekkanischen Heiligtums, die weder verkauft noch vererbt werden durfte.
Bis in die Regierungszeit von al-Mansūr hinein blieb das Haus von al-Arqam im Familienbesitz. Die geschichtsträchtige Stätte übertrug dann al-Mahdī auf seine Frau al-Chayzurān, die Mutter von Hārūn ar-Raschīd und al-Hādī.
Der arabische Chronist der Stadt Mekka, al-Azraqī, erwähnt dieses Haus in seiner Stadtchronik, im Kapitel über diejenigen Orte in Mekka, an denen das Gebet besonders verdienstvoll ist, schon unter dem neuen Namen Dar al-Chayzurān / دار الخيزران / dāru ʾl-ḫaizurān / ‚das Haus von al-Chayzurān‘, in dem sich eine Moschee befindet. Das Haus ist heute noch unter diesem Namen bekannt. Es war ebenfalls al-Chayzurān, die das Geburtshaus Mohammeds in ein Bethaus umwandeln ließ, in dem das Gebet besonders verdienstvoll war.
Eine detaillierte Beschreibung der Geschichte dieses Hauses geht auf eine alte Familientradition, die schon bei Muhammad ibn Saʿd dokumentiert ist, in der vierten Generation nach al-Arqam zurück. Sie ist in der Bearbeitung von al-Hākim an-Nīsāburī (geb. 933; gest. 1014) in seiner Sammlung derjenigen Hadithe erhalten, die al-Buchārī und Muslim in ihre Hadithsammlungen nicht aufgenommen haben. Dort wird das Haus al-Arqams „Haus des Islam“ genannt.

## Al-Arqam in Malaysia
Al-Arqam war eine nach dem Haus von al-Arqam benannte Organisation zur Wiederbelebung des Islam in Malaysia, die im November 1994 verboten wurde.